# Kirby and the Rainbow Curse
Kirby and the Rainbow Curse, conocido en las regiones PAL como Kirby and the Rainbow Paintbrush y en España como Kirby y el Pincel Arcoíris, es un videojuego de plataformas de la serie Kirby, desarrollado por HAL Laboratory y distribuido por Nintendo para la Wii U. El título, que es una continuación del título de Nintendo DS Kirby: Canvas Curse del 2005, fue lanzado por Nintendo el 22 de enero del 2015 en Japón, el 20 de febrero del 2015 en Norteamérica, el 8 de mayo del 2015 en Europa y el 9 de mayo del 2015 en Australia. Este juego soporta los Amiibos de Kirby, Meta Knight y King Dedede.

## Jugabilidad
Kirby and the Rainbow Curse mantiene la jugabilidad de Canvas Curse, presentando al juego con una estética de arcilla única. Los jugadores usan el GamePad de Wii U para ayudar a Kirby, quien se encuentra atrapado en forma de bola, a moverse por el nivel dibujando líneas de colores en la pantalla táctil para guiarlo. Hacerlo pasar por bucles lo acelerará, mientras que al tocarlo directamente realizará un golpe giratorio para usar contra los enemigos. Por cada 100 estrellas que Kirby recolecte podrá realizar un Star Dash que incrementa su tamaño, permitiéndole embestir contra los bloques normalmente indestructibles. Al igual que en Kirby's Epic Yarn, el jugador puede adoptar varias formas a lo largo del juego, como un submarino, un cohete o un tanque. Estas formas le ayudan a progresar por el juego y proporcionan ciertos elementos que alteran la jugabilidad. Hasta tres jugadores adicionales que usen Wii Remotes pueden jugar como Bandana Waddle Dees, quienes pueden ayudar a Kirby cargándolo y atacando enemigos. Durante los niveles, una mano malvada podrá intentar capturar a Kirby, y los únicos que podrán dañarla serán los Waddle Dees. Cada nivel contiene varios cofres escondidos, algunos de ellos requieren resolver un rompecabezas o pasar una habitación en un tiempo límite, que desbloquean figuras de arcilla examinables y pistas de música, al igual que páginas de diario que detallan el viaje de Elline. El modo historia en Kirby and the Rainbow Curse cuenta con 28 niveles, mientras que el modo desafío cuenta con más de 40.
El juego soporta los amiibos de Kirby, King Dedede y Meta Knight de la serie de amiibo de Super Smash Bros. La figura de Kirby le permite al mismo activar la habilidad de «Star Dash» en cualquier momento, la figura de King Dedede le otorga a Kirby puntos de vida extra, y la figura de Meta Knight le proporciona mayor poder de ataque durante su golpe giratorio.

## Trama
Un día en Dream Land, mientras Kirby y Bandana Waddle Dee se encontraban jugando, un agujero misterioso se abre en el cielo, drenando todo el color de Dream Land y deteniendo todo y a todos en su lugar. Elline, un hada con forma de pincel de la tierra de Seventopia, viaja por el portal para escapar de varias manos y usa sus poderes para devolverle el color a Kirby y a Bandana Waddle Dee. Ella revela que su mejor amiga Claycia se ha vuelto malvada de repente y ha usado los colores de Popstar, el planeta de Kirby, con el fin de crear siete mundos. Para detener a Claycia y recuperar el color del planeta Popstar, Kirby, Bandana Waddle Dee y Elline parten para Seventopia. Kirby retiene una forma de bola como en Kirby: Canvas Curse. En el último nivel del último mundo se revela que Claycia ha sido poseída por una fuerza malvada conocida como Dark Crafter, quien tiene el impulso de drenar todo el color de un lugar específico. Luego de perseguir y vencer a Dark Crafter, Kirby junto a Bandana Waddle Dee, Claycia y Elline regresan a Dream Land y devuelven todo el color al planeta Popstar. La escena final incluye a Claycia y Elline creando una gran cantidad de manzanas para que Kirby coma.

## Desarrollo
Cuando los desarrolladores vieron el GamePad de Wii U por primera vez, se dieron cuenta de que podían incorporar multijugador asimétrico en el nuevo juego de Kirby y decidieron que, mientras los jugadores con Wii Remotes tendrían una experiencia plataformera más tradicional, el jugador con el GamePad dibujaría el «apoyo» para los pies. Decidieron usar la misma jugabilidad de dibujo de líneas de Kirby: Canvas Curse. Se eligió el estilo de arte de arcilla para crear una versión más tridimensional del estilo pintoresco del juego de DS, mientras que la frecuencia de fotogramas de las animaciones se mantuvo baja para que el juego pareciera hecho en stop-motion. Los Waddle Dees fueron elegidos como los personajes multijugador porque los desarrolladores sintieron que Meta Knight o King Dedede no eran los adecuados para proteger a Kirby.

## Recepción
Kirby and the Rainbow Curse obtuvo reseñas mixtas y positivas. Recibió un puntaje agregado de 75% en GameRankings basado en 50 reseñas y 73/100 en Metacritic basado en 72 reseñas.
La revista de juegos japonesa Famitsu le otorgó a Kirby and the Rainbow Curse un 34 de 40, con un analista declarando que «Aunque guiar a un personaje dibujando líneas con el GamePad no es un mecanismo nuevo en sí, el juego merece un aplauso por hacerlo más interesante de jugar. Los gráficos son adorables y parecen animación de arcilla. El juego está repleto de un número de trucos sorprendentemente diverso por lo que emociona de muchas maneras. El juego está cargado con el verdadero encanto de los juegos de acción.»
Dan Ryckert de Giant Bomb le dio a Kirby and the Rainbow Curse dos estrellas de cinco, comparando al juego con su predecesor de DS de forma negativa. Él sintió que los niveles eran muy simples y lineales; y los coleccionables, muy fáciles de alcanzar. Le disgustó que Kirby no pudiera robar las habilidades de los enemigos como en Canvas Curse, y pensó que los vehículos en los que se podía convertir Kirby hicieron que ciertos niveles parecieran «aún más simplificados». Aunque los controles le resultaran funcionales, las peleas de jefe repetitivas le parecieron frustrantes debido a la falta de precisión del stylus. Ryckert prefirió jugar como un Waddle Dee, cuyo sistema de control tradicional le proporcionó saltos y peleas de jefes más precisas que los «caminos imprecisos del stylus». Sin embargo, a Ryckert le pareció «precioso» el estilo de arte de arcilla.
A Marty Sliva de IGN le pareció mucho más disfrutable, otorgándole un 8.0 de 10. Apreció la dificultad ocasional y variedad del juego, los niveles vehiculares le parecieron agradables; y los temas de los mundos, hermosos. Sliva creyó que los gráficos fueron «absolutamente preciosos», alabando detalles como las huellas dactilares en la arcilla y los movimientos en stop-motion de los jefes, pero quedó decepcionado por tener que enfocarse en el GamePad en lugar de la TV. También creyó que el multijugador con los Waddle Dees «no agregaron mucho más a la experiencia» pero fue un «lindo experimento para probar.»
Jon Walgren de Nintendo Life le dio a Rainbow Curse siete estrellas de diez. El juego le resultó «encantador» y los gráficos «de lo más lindo [...] en Wii U hasta ahora», pero le decepcionó que la estética de arcilla no influyera en la jugabilidad como lo hizo la tela en Kirby's Epic Yarn. La campaña principal le pareció fácil, pero el Modo Desafío y la búsqueda de coleccionables proporcionó un poco más de dificultad. Como otros analistas, Walgren hubiera preferido ver el juego en alta definición pero descubrió que debía enfocarse en la pantalla de baja definición del GamePad. Jugar con otros le pareció «placentero» pero no fue la mejor experiencia multijugador local en la Wii U.
Dermot Creegan de Hardcore Gamer le dio al juego un 4.5 de 5 llamándolo una «aventura constantemente creativa que le ofrece a los jugadores algo que no encontrarán en ningún otro lado.» Elogió la estética de arcilla diciendo que era «asombrosamente hermosa» además de elogiar la cantidad de coleccionables y desafíos.

## Ventas
Luego de casi un mes después de su lanzamiento en Japón, Kirby and the Rainbow Curse ha vendido aproximadamente 58,000 unidades, con 83,000 copias vendidas para fines de junio del 2015.